# Урбани речник
Урбани речник (енгл. Urban Dictionary) је један од најпознатијих онлајн речника, чије дефиниције пишу корисници. Основао га је Арон Пекам (енгл. Aaron Peckham) 14. октобра 2001.
Замишљен је као речник сленга, но, како корисници дефинишу појмове који су њима важни, дефинисане су и стандардне речи, познате особе, телевизијске серије, филмови, државе и многи други појмови који нису сленг. Исто тако дефинисани су и неологизми, скраћенице те различити знакови који се користе у комуникацији писаним путем. Како би потпуно описали неку реч корисници уз неке речи стављају слику која описује појам или пак изговор те речи.

## Рангирање дефиниција речи
Због великог броја дефиниција појединих речи, појавио се проблем којим их редом поређати на страници. То је решено тако што је омогућено посетиоцима страница да оцењују сваку од дефиниција дајући им палац горе односно палац доле – која страница добије највише палаца горе та ће бити прва на попису дефиниција одређеног појма.

## Модерирање дефиниција речи
Пошто су дефиниције овог речника писали сами корисници, те су дефиниције уједно и мишљења неког корисника о неком појму. Иако је такав увид у људску психу користан у различитим истраживањима, дошло је до притужби на одређене дефиниције које су биле веома расистичке, шовинистичке или на било који други начин увредљиве. Како би такве дефиниције биле под контролом, додана је могућност још једног гласања уз сваку дефиницију – остаје ли, одлази ли или не знам. Такав начин сузбијања увредљивих дефиниција није опстао јер ти гласови нису били објективни па су избациване дефиниције не само које су увредљиве него и оне које нису одговарале мишљењу посетилаца странице.
На крају је успостављен систем провере пристиглих дефиниција пре него што буду објављене на страници. Како дефиниције пристижу у великом броју сваки дан (просечно 2000 дефиниција по дану), непровјерене дефиниције чекају у реду да их добровољни уредници прегледају. Дефиниције појма који нема још нити једну дефиницију аутоматски иду на почетно место реда за проверу како би одмах биле објављене. Наравно, добровољни уредници не избацују сваку дефиницију која је имало увредљива већ само оне које изричито и на вулгаран начин вређају описани појам – но свеједно таква провера изобличује слику ставова корисника̂.

## Сврха
Урбан Dictionary већина посетилаца не користи за тражење тачне дефиниције него за забаву и дељење свог мишљења с другима о неком појму. Речници као што су Урбан Dictionary највише користе психолозима и лингвистима јер дају најсвјежију слику данашњег поимања света и свима приступачан попис речи које су у свакодневној употреби, а нису још или неће ући у речник стандардног језика.
Реч емо (стил облачења) је једна од речи са највише дефиниција (преко 1000 њих), док је једна од новијих речи са једном дефиницијом ghetto silencer (пригушивач за пиштољ направљен од пластичне боце).

## Доступност
У октобару 2006. године објављена је и књига Урбани речник: Најсмешнији улични сленг, дефинисан (енгл. Urban Dictionary: Fularious Street Slang Defined) са више од 150 000 појмова.
Осим што се речнику може приступити на његовој страници www.urbandictionary.com, издат је и freeware програм за Mac OS – Urban Dictionary 1.0 који омогућава претраживање Урбаног речника с десктопа (потребно је бити онлајн како би се програм могао повезати с базом појмова речника). У додацима за Мозилу Фајерфокс - Research Word и SlimSearch, Урбани речник је један од речника који се могу изабрати како би се виделе дефиниције одређене речи.